# ノンプロダクション
株式会社ノンプロダクション（通称：NON PRO）は、主にテレビ番組に関わる制作プロダクションの会社である。1997年12月10日設立。
有限会社キャップストーン（英称：Cap Stone）は、表記と同上である。

## スタッフ
プロデューサー
- 黒木明紀
- 湯澤孝弘
- 野下雅史

ディレクター
- 水谷眞也
- 馬渕武良
- 武田聡志

## 主な制作番組

### 現在
テレビ朝日系
- スーパーJチャンネル
- たけしの健康エンターテインメント!みんなの家庭の医学（ABC制作）
- さんぽサンデー

フジテレビ系
- 良かれと思って!

テレビ東京系
- 所さんの学校では教えてくれないそこんトコロ!
- たけしのニッポンのミカタ!

独立局、衛星放送
- 水景日和（テレ朝チャンネル）
- SUZUKI presents 極上空間（BS朝日）
- ココロとカラダ満つる時間（NHK BSプレミアム）

### 過去
NHK
- スクール五輪の書・社会の巻（NHK Eテレ）
  - 世の中調査隊
  - 現代仕事ファイル

日本テレビ系
- レッツ!

TBS系
- 夢の扉 〜NEXT DOOR〜
- くらべるくらべらー（毎日放送制作）

フジテレビ系
- 快進撃TVうたえモン
- 離婚女性バラエティ バツ!
- まかせて!!エキスパ
- 危機一髪!SOS
- 恐怖の食卓
- もしも体感バラエティ if（関西テレビ制作）
- ザ・ベストハウス123

テレビ朝日系
- タイムショック21
- 報道ステーション 特集
- 石原プロモーション共同制作ドラマ・メイキング&PR事前番組
  - 弟
  - 祇園囃子
  - マグロ
- 熟年離婚メイキング
- 警視庁捜査一課9係メイキング
- 驚きももの木20世紀（ABC制作）
- 世界痛快伝説!!運命のダダダダーン!（ABC制作）
- たけし・所のWA風がきた!（ABC制作）
- M-1グランプリ（ABC制作）
- 近未来×予測テレビ ジキル&ハイド（ABC制作）
- 情報整理バラエティ ウソバスター
- トリハダ（秘）スクープ映像100科ジテン
- テレビ朝日が伝えた伝説のスポーツ名勝負 〜いま明かされる舞台裏の真実〜

テレビ東京系
- 生島ヒロシの健康パーク
- 爆笑問題の開け!記憶の扉

衛星放送
- 竹中直人P.S.45（BSフジ制作）
- ランナーズTV（BSフジ制作）
- 水槽の楽園（テレ朝チャンネル制作）
- アナタマ（テレ朝チャンネル制作）